# Always Tell Your Wife
Always Tell Your Wife  é um filme britânico de curta metragem de 1923, dirigido por Hugh Croise e Alfred Hitchcock.
O filme foi concluído por Hitchcock (que não é creditado), pois o diretor havia adoecido e o produtor Seymour Hicks lhe ofereceu a codireção.